# Сольба (местечко)
Сольба — местечко в Переславском районе Ярославской области.

## География
Находится в южной части Ярославской области на расстоянии приблизительно 37 км на северо-запад по прямой от районного центра города Переславль-Залесский.

## История
Населенный пункт известен с 1543 года как Николо-Сольбинский монастырь. В 1859 году здесь (Сольбинская Николаевская пустынь Переславского уезда Владимирской губернии) был учтен 1 двор. После закрытия монастыря в годы советской власти была организована коммуна «Новая жизнь», позднее здесь размещались детский дом и психоневрологический интернат. С 1994 года монастырь снова действует. До 2018 года местечко входило в состав Нагорьевского сельского поселения.

## Население
Численность населения: 16 человек (1859 год), 52 (русские 71 %) в 2002 году, 42 в 2010.